# Jallans
Jallans est une commune française située dans le département d'Eure-et-Loir en région Centre-Val de Loire.

## Géographie

### Situation

Situation géographique
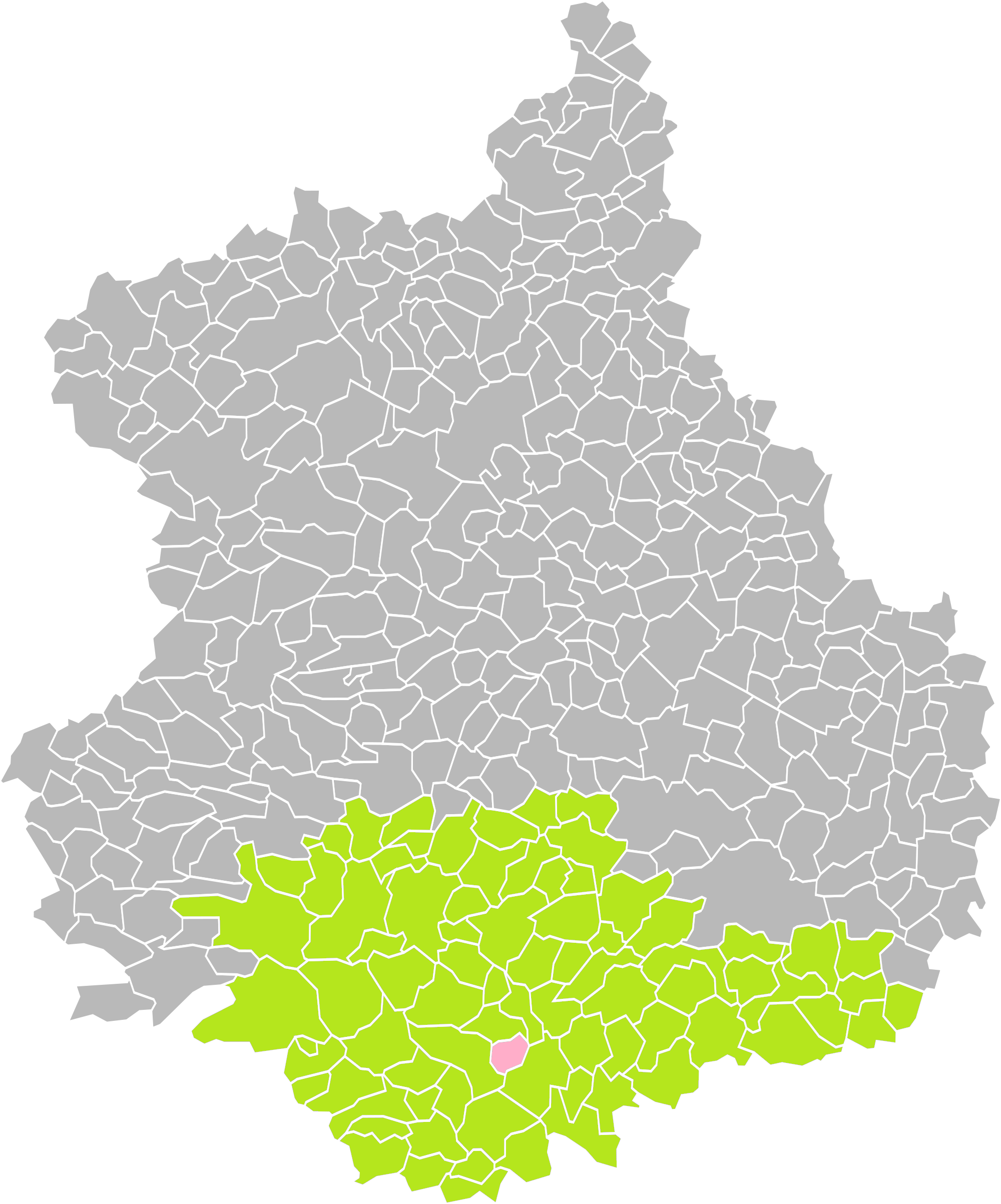
Jallans dans son arrondissement.
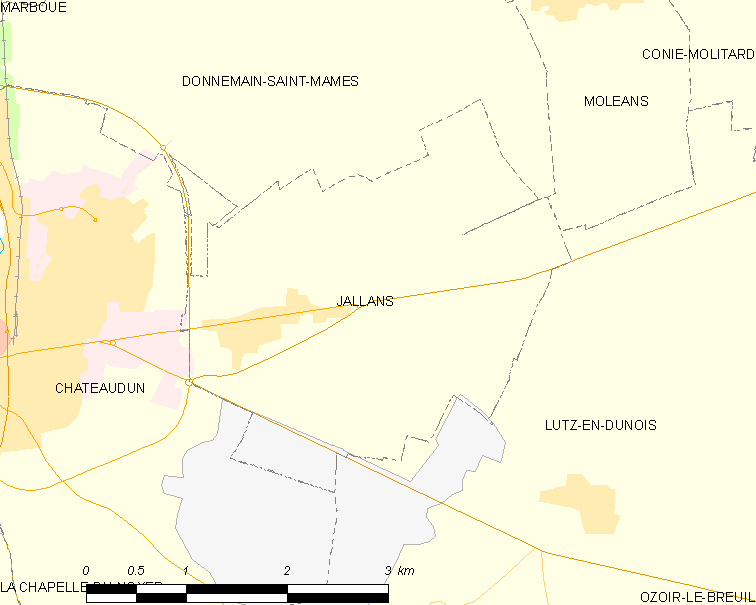
Carte de la commune de Jallans.

### Communes limitrophes
|            | Donnemain-Saint-Mamès | Moléans        |
| Châteaudun | Jallans               | Lutz-en-Dunois |
|            | Châteaudun            |                |

### Climat
Le climat qui caractérise la commune est qualifié, en 2010, de « climat océanique dégradé des plaines du Centre et du Nord », selon la typologie des climats de la France qui compte alors huit grands types de climats en métropole. En 2020, la commune ressort du type « climat océanique altéré » dans la classification établie par Météo-France, qui ne compte désormais, en première approche, que cinq grands types de climats en métropole. Il s’agit d’une zone de transition entre le climat océanique, le climat de montagne et le climat semi-continental. Les écarts de température entre hiver et été augmentent avec l'éloignement de la mer. La pluviométrie est plus faible qu'en bord de mer, sauf aux abords des reliefs.
Les paramètres climatiques qui ont permis d’établir la typologie de 2010 comportent six variables pour les températures et huit pour les précipitations, dont les valeurs correspondent aux données mensuelles sur la normale 1971-2000. Les sept principales variables caractérisant la commune sont présentées dans l'encadré ci-après.
| Paramètres climatiques communaux sur la période 1971-2000 - Moyenne annuelle de température : 10,8 °C - Nombre de jours avec une température inférieure à −5 °C : 3,2 j - Nombre de jours avec une température supérieure à 30 °C : 4 j - Amplitude thermique annuelle : 14,9 °C - Cumuls annuels de précipitation : 634 mm - Nombre de jours de précipitation en janvier : 10,7 j - Nombre de jours de précipitation en juillet : 7,3 j |

Avec le changement climatique, ces variables ont évolué. Une étude réalisée en 2014 par la Direction générale de l'Énergie et du Climat complétée par des études régionales prévoit en effet que la  température moyenne devrait croître et la pluviométrie moyenne baisser, avec toutefois de fortes variations régionales. La station météorologique de Météo-France installée sur la commune et mise en service en 1952 permet de connaître l'évolution des indicateurs météorologiques. Le tableau détaillé pour la période 1981-2010 est présenté ci-après.
La température moyenne annuelle évolue de 10,6 °C pour la période 1971-2000 à 11,1 °C pour 1981-2010, puis à 11,5 °C pour 1991-2020.
| Mois                                  | jan.             | fév.           | mars            | avril         | mai             | juin           | jui.           | août           | sep.           | oct.            | nov.           | déc.             | année      |
| ------------------------------------- | ---------------- | -------------- | --------------- | ------------- | --------------- | -------------- | -------------- | -------------- | -------------- | --------------- | -------------- | ---------------- | ---------- |
| Température minimale moyenne (°C)     | 0,9              | 0,6            | 2,7             | 4,5           | 8,3             | 11,1           | 13             | 12,9           | 10,1           | 7,3             | 3,6            | 1,5              | 6,4        |
| Température moyenne (°C)              | 3,8              | 4,3            | 7,4             | 9,8           | 13,6            | 16,8           | 19,2           | 19,1           | 15,8           | 11,9            | 7              | 4,2              | 11,1       |
| Température maximale moyenne (°C)     | 6,7              | 7,9            | 12,1            | 15,1          | 18,9            | 22,4           | 25,3           | 25,2           | 21,5           | 16,4            | 10,4           | 7                | 15,8       |
| Record de froid (°C) date du record   | −18,8 17.01.1985 | −17,2 06.02.12 | −11,8 01.03.05  | −6,3 06.04.21 | −2,3 05.05.1979 | 1,2 04.06.1975 | 4,2 17.07.1980 | 3,6 19.08.1968 | 0,7 28.09.1990 | −4,6 29.10.1971 | −13,4 30.11.10 | −16,3 29.12.1964 | −18,8 1985 |
| Record de chaleur (°C) date du record | 15,7 15.01.1975  | 21 27.02.19    | 25,4 25.03.1955 | 28 21.04.18   | 32,1 25.05.1953 | 37,7 29.06.19  | 41,7 25.07.19  | 39,3 06.08.03  | 34,7 14.09.20  | 29,9 01.10.1985 | 21,7 07.11.15  | 17,1 16.12.1989  | 41,7 2019  |
| Ensoleillement (h)                    | 65,4             | 87,2           | 139,9           | 180           | 209,5           | 226,3          | 230            | 228,4          | 182,6          | 120,1           | 71,6           | 58,4             | 1 799,4    |
| Précipitations (mm)                   | 53,3             | 41,2           | 43,3            | 50,3          | 60,1            | 45             | 55,3           | 41,7           | 44,6           | 65,9            | 53,5           | 58,1             | 612,3      |

## Urbanisme

### Typologie
Au 1er janvier 2024, Jallans est catégorisée commune rurale à habitat dispersé, selon la nouvelle grille communale de densité à 7 niveaux définie par l'Insee en 2022.
Elle appartient à l'unité urbaine de Châteaudun, une agglomération intra-départementale dont elle est une commune de la banlieue,. Par ailleurs la commune fait partie de l'aire d'attraction de Châteaudun, dont elle est une commune de la couronne,. Cette aire, qui regroupe 25 communes, est catégorisée dans les aires de moins de 50 000 habitants,.

### Occupation des sols
L'occupation des sols de la commune, telle qu'elle ressort de la base de données européenne d’occupation biophysique des sols Corine Land Cover (CLC), est marquée par l'importance des territoires agricoles (89,7 % en 2018), une proportion sensiblement équivalente à celle de 1990 (89,9 %). La répartition détaillée en 2018 est la suivante : 
terres arables (89,7 %), zones industrielles ou commerciales et réseaux de communication (5,5 %), zones urbanisées (4,7 %). L'évolution de l’occupation des sols de la commune et de ses infrastructures peut être observée sur les différentes représentations cartographiques du territoire : la carte de Cassini (XVIIIe siècle), la carte d'état-major (1820-1866) et les cartes ou photos aériennes de l'IGN pour la période actuelle (1950 à aujourd'hui).

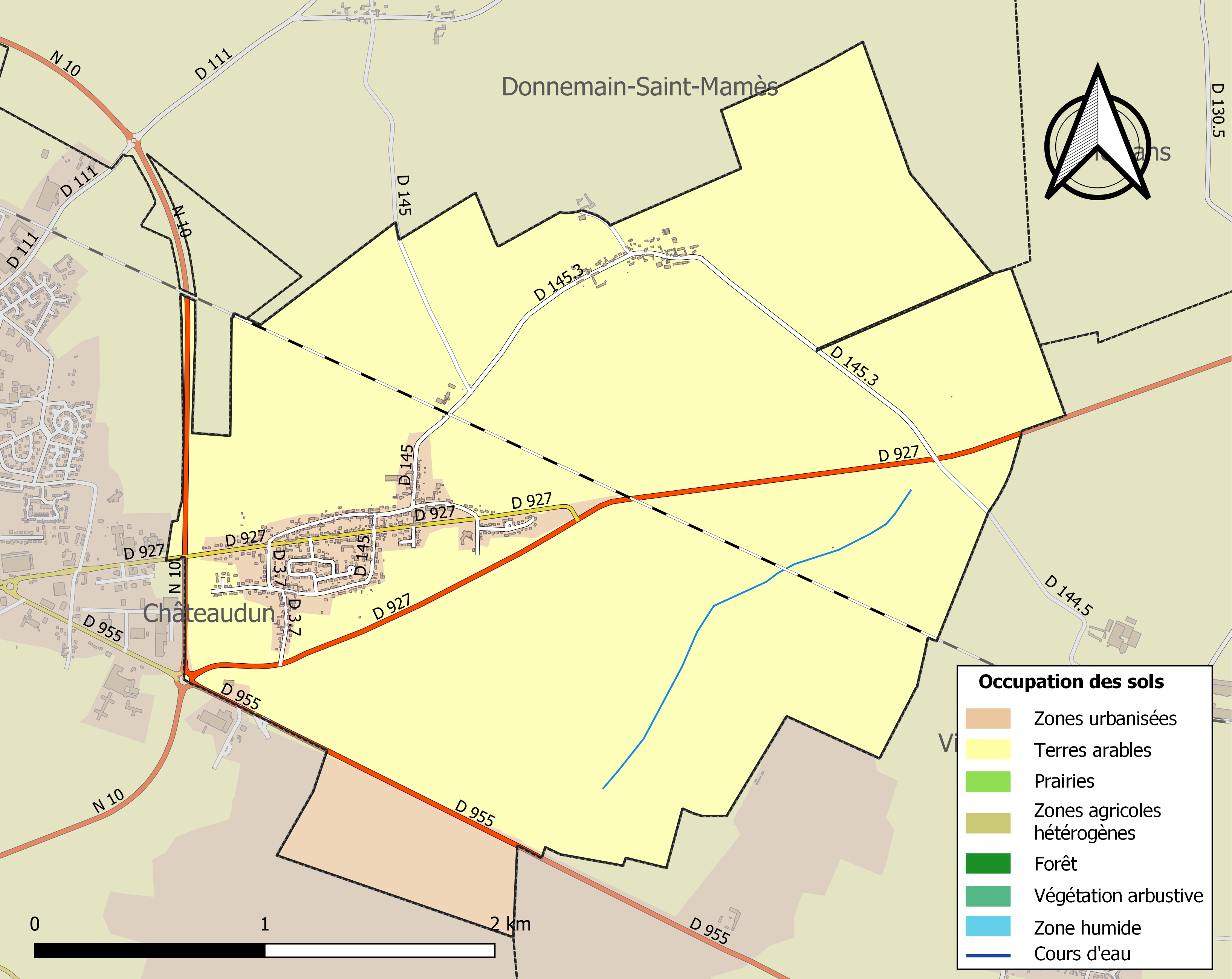
Carte des infrastructures et de l'occupation des sols de la commune en 2018 (CLC).

### Risques majeurs
Le territoire de la commune de Jallans est vulnérable à différents aléas naturels : météorologiques (tempête, orage, neige, grand froid, canicule ou sécheresse), inondations, mouvements de terrains et séisme (sismicité très faible). Il est également exposé à un risque technologique, le transport de matières dangereuses. Un site publié par le BRGM permet d'évaluer simplement et rapidement les risques d'un bien localisé soit par son adresse soit par le numéro de sa parcelle.

#### Risques naturels
Certaines parties du territoire communal sont susceptibles d’être affectées par le risque d’inondation par débordement de cours d'eau, notamment La commune a été reconnue en état de catastrophe naturelle au titre des dommages causés par les inondations et coulées de boue survenues en 1999, 2001, 2013 et 2021,.

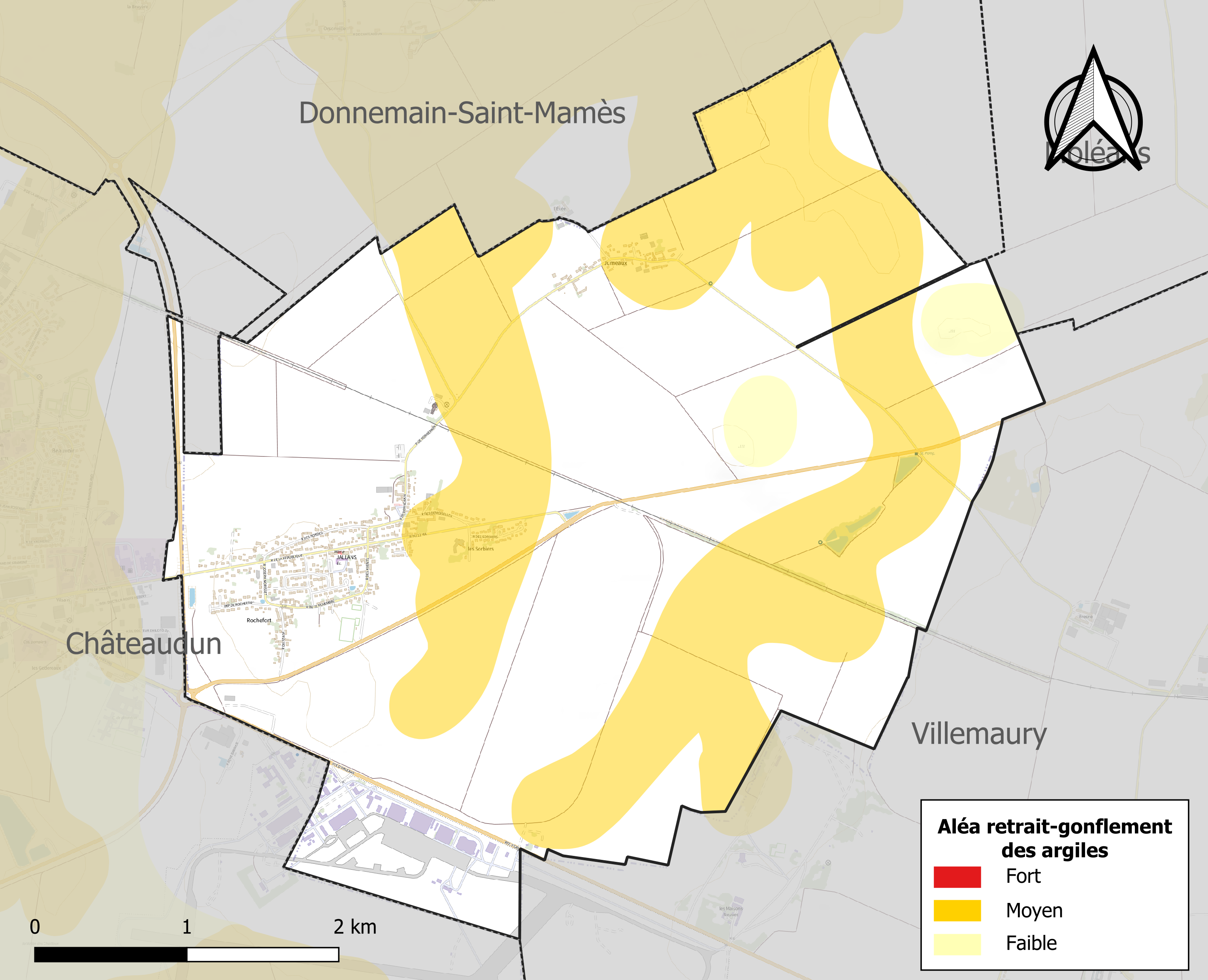
Carte des zones d'aléa retrait-gonflement des sols argileux de Jallans.

La commune est vulnérable au risque de mouvements de terrains constitué principalement du retrait-gonflement des sols argileux. Cet aléa est susceptible d'engendrer des dommages importants aux bâtiments en cas d’alternance de périodes de sécheresse et de pluie. 37,7 % de la superficie communale est en aléa moyen ou fort (52,8 % au niveau départemental et 48,5 % au niveau national). Sur les 373 bâtiments dénombrés sur la commune en 2019, 74 sont en aléa moyen ou fort, soit 20 %, à comparer aux 70 % au niveau départemental et 54 % au niveau national. Une cartographie de l'exposition du territoire national au retrait gonflement des sols argileux est disponible sur le site du BRGM,.
Concernant les mouvements de terrains, la commune a été reconnue en état de catastrophe naturelle au titre des dommages causés par la sécheresse en 1989, 1992 et 2009 et par des mouvements de terrain en 1999.

#### Risques technologiques
Le risque de transport de matières dangereuses sur la commune est lié à sa traversée par des infrastructures routières ou ferroviaires importantes ou la présence d'une canalisation de transport d'hydrocarbures. Un accident se produisant sur de telles infrastructures est en effet susceptible d’avoir des effets graves au bâti ou aux personnes jusqu’à 350 m, selon la nature du matériau transporté. Des dispositions d’urbanisme peuvent être préconisées en conséquence.

## Toponymie
Le nom de la localité est attesté sous les formes Jalantium en 1045 ; Jaland en 1133 ; Jalenum en 1184 ; Jalanz en 1232 ; Jalanz en 1262 ; Jallent en 1429 ; Jaillans en 1740 ; Jallans au XVIIIe siècle (Carte de Cassini).
La Fontaine de Jallans est une source remarquable au fond d'un puits, où l'on descend par un escalier de pierre : le niveau de l'eau varie de plusieurs mètres ; de l'oïl jalant, participe présent de l’ancien français jallir, « s'élancer impétueusement », en parlant d’un liquide ; modifié en jaillir en 1560. L’origine de jallir reste inconnue. Jalant étant masculin, il faut supposer un nom masculin comme « puits (jaillissant) ».

## Histoire

### XIIIeetXIVesiècles
Un accord est conclu[Quand ?] entre l'abbaye de La Madeleine et l'abbaye Saint-Avit-les-Guêpières pour les bornes des paroisses de Jallans et de Lutz-en-Dunois.

### Feu à Jumeau en 1900
Le 5 Juillet 1900, un incendie effrayant par la vitesse de propagation, provoquant  la destruction totale ou presque des chaumières situées sur le côté droit du pays, mobilisant, pour l’époque, des moyens considérables.

## Politique et administration

### Liste des maires

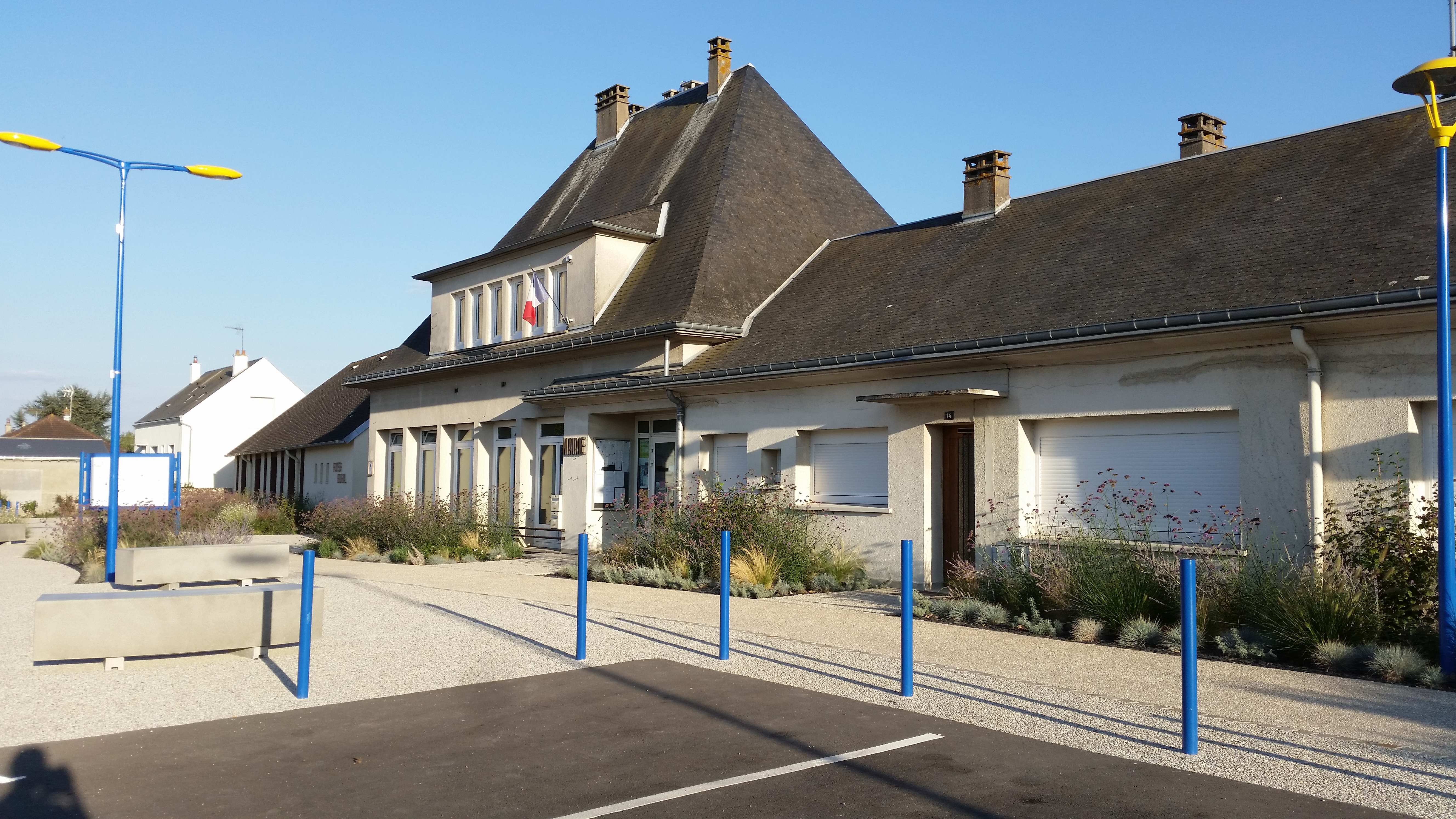
La mairie de Jallans.

| Période                                  | Période   | Identité         | Étiquette | Qualité                                                                |
| ---------------------------------------- | --------- | ---------------- | --------- | ---------------------------------------------------------------------- |
| Les données manquantes sont à compléter. |           |                  |           |                                                                        |
| mars 2008                                | mars 2014 | Camille Dupuis   |           |                                                                        |
| mars 2014                                | En cours  | Olivier Lecomte, |           | Profession intermédiaire administrative et commerciale des entreprises |

## Population et société

### Démographie
L'évolution du nombre d'habitants est connue à travers les recensements de la population effectués dans la commune depuis 1793. Pour les communes de moins de 10 000 habitants, une enquête de recensement portant sur toute la population est réalisée tous les cinq ans, les populations de référence des années intermédiaires étant quant à elles estimées par interpolation ou extrapolation. Pour la commune, le premier recensement exhaustif entrant dans le cadre du nouveau dispositif a été réalisé en 2006.

En 2022, la commune comptait 787 habitants, en évolution de −3,55 % par rapport à 2016 (Eure-et-Loir : −0,23 %, France hors Mayotte : +2,11 %).
| 1793 | 1800 | 1806 | 1821 | 1831 | 1836 | 1841 | 1846 | 1851 |
| ---- | ---- | ---- | ---- | ---- | ---- | ---- | ---- | ---- |
| 258  | 226  | 227  | 263  | 239  | 299  | 253  | 289  | 312  |

| 1856 | 1861 | 1866 | 1872 | 1876 | 1881 | 1886 | 1891 | 1896 |
| ---- | ---- | ---- | ---- | ---- | ---- | ---- | ---- | ---- |
| 331  | 349  | 353  | 367  | 370  | 373  | 389  | 391  | 335  |

| 1901 | 1906 | 1911 | 1921 | 1926 | 1931 | 1936 | 1946 | 1954 |
| ---- | ---- | ---- | ---- | ---- | ---- | ---- | ---- | ---- |
| 316  | 317  | 315  | 255  | 251  | 253  | 242  | 302  | 363  |

| 1962 | 1968 | 1975 | 1982 | 1990 | 1999 | 2006 | 2011 | 2016 |
| ---- | ---- | ---- | ---- | ---- | ---- | ---- | ---- | ---- |
| 423  | 484  | 570  | 631  | 772  | 751  | 757  | 805  | 816  |

| 2021 | 2022 | - | - | - | - | - | - | - |
| ---- | ---- | - | - | - | - | - | - | - |
| 792  | 787  | - | - | - | - | - | - | - |

## Culture locale et patrimoine

### Lieux et monuments historiques
- Prieuré de Jallans
- Église Sainte-Madeleine